# 황주 미사일 기지
황주 미사일 기지는 북한 황해북도 연탄군 장운리(대한민국 이북5도 상 서흥군 농운리) 삿갓몰에 위치한 탄도 미사일 기지이다. 삭간몰 미사일 기지, 삿갓몰 미사일 기지라고도 한다. 조선 인민군 공군 1016부대가 주둔한 황주군의 황주공군기지에서 대략 동쪽 방향으로 5km 떨어져 있는데, 황주군에서 성주까지의 직선거리는 375 km이다. SRBM 스커드 미사일과 MRBM 노동 미사일을 발사한다.

## 명칭

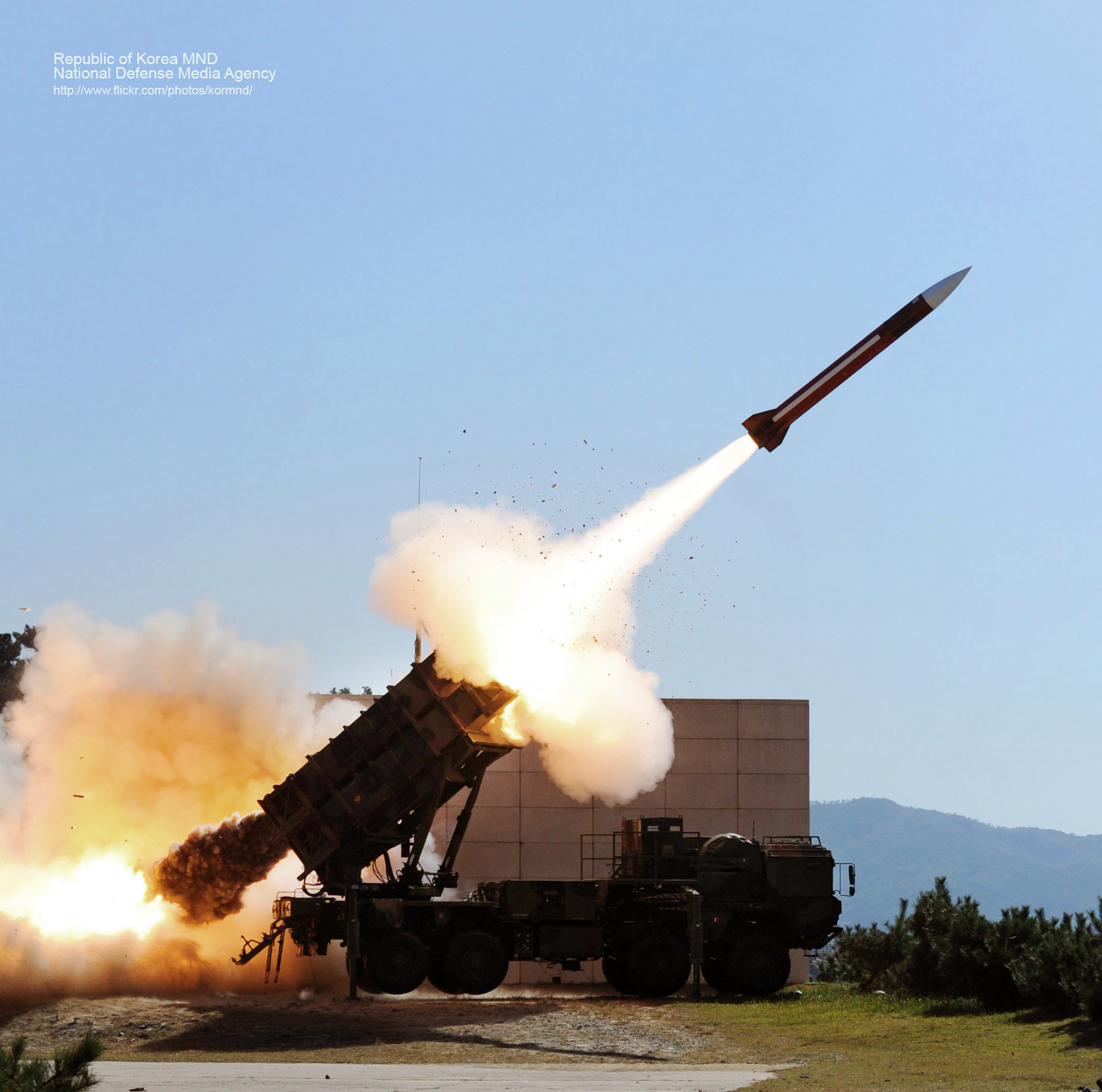
한국군이 SAM-X 사업으로 도입된 독일제 중고 패트리어트 미사일

미국의 자료에서 삭간몰(Sakkanmol)이라는 명칭으로 알려졌는데, 본래 삿갓 모양의 바위가 있다고 해서 '삿갓몰'이라고 불리던 이 주변의 지명이다.
황해북도에는 황주군의 삿갓몰 미사일 기지 말고도, 신계군에 신계 미사일 기지가 있다. 서울과 거리는 거의 같다. 신계에는 620포병군단이 주둔해 있다. 예전엔 신계기지가 한국 언론에 자주 보도되었다. 2005년 11월, 한국 공군이 작성한 "차기유도무기(SAM-X) 사업 분석 보고서"에 따르면, 서울에서 120km 떨어진 북한의 신계 미사일 기지에서 스커드 미사일을 발사할 경우 서울은 3분 30초, 수원은 4분 10초, 원주는 4분 50초, 강릉은 4분 53초에 도달할 수 있는 것으로 예측됐다. 또 SAM-X 사업으로 도입될 독일제 중고 패트리어트 미사일의 대응 시간은 2분 13초로 추정됐다.

## 최대 위협
2018년 8월, 미국의 북핵 전문가로 이름 높은 미들버리 칼리지의 미들베리 국제학 연구소에서 동아시아 비확산 프로그램 소장으로 일하는 제프리 루이스 박사가 가상 전쟁 소설을 출간했다. "The 2020 Commission Report on the North Korean Nuclear Attacks Against the United States"이란 제목의 소설을, 국제 전문가들은 주목하고 있다. 이 소설에서, 삭간몰 미사일 기지는 실제 핵전쟁 발발시 대구와 부산 일대 미군 기지를 가장 먼저 타격할 미사일 기지로 분석했다.
2014년 1월 15일, 국회 의원회관 제1소회의실에서 '北 핵미사일 어떻게 방어할 것인가'를 주제로 열린 세미나에서 최봉완 한남대학교 교수는 미국 MIT의 탄도미사일 권위자인 시어도어 포스털 교수의 분석을 인용해, 무수단리에서 307 km 떨어진 서울을 향해 무게 1ｔ의 핵탄두를 탑재한 사거리 1000km의 노동 미사일을 발사할 경우, 발사 후 100초간 상승을 지속한 뒤 그 후로는 관성을 이용한 자유비행을 통해 675초 후에 서울에 도달해 폭발한다고 말했다.
이러한 계산을 참고하면, 서울에서 135 km 떨어진 삭간몰 미사일 기지에서는 불과 297초(4분 57초) 만에 도달한다는 의미이다. 무게 1톤의 핵탄두는 보통 1메가톤 수소폭탄을 말하며, 서울시 1천만명은 1메가톤 수소폭탄 한발로 전멸한다고 알려져 있다.
원래 삭간몰 기지는 한국군과 주한미군이 2000년 이후 주시하던 북한의 25개 미사일 기지 중 하나일 뿐이었다. 그러나, 2018년 8월 미국의 유명한 북핵 전문가 제프리 루이스 박사의 가상 핵전쟁 소설에서 최대 위협으로 지목된 후, 11월 CSIS 북핵 전문 사이트 비욘드 패럴렐에서 최대 위협이라며 정찰위성 사진을 대거 공개하면서, 미국 의회가 저 기지를 당장 폐쇄해야만 한다면서, 북한에 속고 있으므로 2018년 2차 북미정상회담은 취소되어야 한다면서, 매우 흥분하였다. 제프리 루이스 박사는 언론에 자주 등장한다.
2006년 10월 11일, 북한 1차 핵실험 직후, 일본 아사히 신문은 하버드 대학교 벨퍼과학국제문제센터의 핵프로젝트 책임자 제프리 루이스 박사를 인용해, 핵실험이 부분적으로 실패했다고 보도했다.
2014년 11월 3일, 제프리 루이스 미국 비확산센터(CNS) 소장은 북한 관련 전문 웹사이트 38노스에 기고한 보고서를 통해서, KN-10 미사일이 러시아제 SS-21의 사거리를 더 늘린 개량형으로 보인다고 분석했다.
2016년 3월 11일, 미국의 대표적 핵 전문가로 꼽히는 뉴아메리카 재단의 제프리 루이스 미국 비확산센터(CNS) 소장은 북한 전문 웹사이트 38노스에 기고한 글에서, 북한의 KN-08 핵탄두가 지름 60cm, 무게 200∼300kg 정도라고 보았다.
2016년 9월 5일 삿갓몰 미사일 기지에서 1000 km의 스커드-ER을 발사했다.
2017년 3월 6일 07시 34분, 북한이 스커드-ER을 발사했다. 한미연합군은 독수리연습 중인데도, 2분이나 지나서야 동해의 세종대왕함, 그린파인 조기경보레이다로 발견했다. 액체연료에 마하 7-8인 스커드-ER은 2분이면 300 km를 비행한다. 동창리 미사일 기지에서 4발을 발사했으며, 최고고도 260 km, 평균 1,000 km를 비행했다. 동창리 미사일 기지에서 서울까지는 310 km 떨어져 있다. 2018년 미국에서 이슈가 된 삿갓몰 미사일 기지에서 서울까지는 140 km, 세종시까지는 250 km 거리로, 그린파인 조기경보레이다가 탐지하기 전에 서울에 핵공격이 완료된다.

## 시험발사
2016년 3월 10일 새벽 5시 20분, 황주 미사일 기지에서 강원도 원산 동북방 북한 지역 동해상으로 단거리 탄도미사일 2발을 발사했다. 같은날 북한은 경제협력·교류사업과 관련한 모든 합의의 무효와 개성공단, 금강산 일대에 남은 한국측 모든 자산의 동결, 몰수를 선언했다.
2016년 7월 19일 새벽 5시 45분부터 6시 40분까지 황주 미사일 기지에서 동해상으로 탄도미사일 3발을 발사했다. 비행거리는 500~600km 내외이다. 20일자 노동신문에 김정은이 황해북도 황주에서 탄도미사일 시험발사를 참관하는 사진이 실렸는데, 김정은 책상에는 '전략군 화력 타격계획'이라는 제목이 달린 대형 한반도 지도가 탁자 위에 펼쳐져 있었다. 스커드 미사일 1발과 노동 미사일 2발을 발사했으며, 노동은 고각발사되었다. 북한은 2단 액체연료 노동 1호와 2단 고체연료 노동 2호가 있는데, 2006년부터는 노동 2호를 시험발사하는 것으로 한국군은 추정한다.
2016년 9월 5일 낮 12시 14분, 황주 미사일 기지에서 동해상으로 탄도 미사일 3발을 발사했다. 인민정권 창건일을 나흘 앞둔 시점이다.
2018년 2월 8일, 평창 동계올림픽 개회식 하루 전날, 북한은 평양에서 열병식을 했다. 최초로 최신형 고체연료 단거리 탄도미사일 KN-21을 공개했다. 미국은 이 미사일이 기존의 KN-02 미사일을 개량하여 사거리 300 km 이상으로 늘린 것으로 보인다고 분석했다. 기존의 KN-02 미사일은 뉴스에 따라서, 사거리 160 km, 180 km, 200 km로 보도되었다. 한국에서는 사거리 600 km SS-26을 수입했거나 카피한 거 같다는 전문가 분석이 있었다.

## 미신고 미사일 기지
삭간몰 미사일 기지는 북한 당국에 의해 공식적으로 확인되지 않은 약 20곳의 '미신고 미사일 운용 기지' 중 위치가 확인된 13곳 가운데 하나이다.
CSIS는 2018년 현재 운영 중인 것으로 보이고, 상당히 잘 유지되고 있는 것으로 추정했다. 7개의 긴 터널이 있고, 여기에는 최대 18대의 미사일 이동용 차량이 들어갈 수 있다. 미국 정보당국이 상업위성사진을 통해 확인한 숨겨진 탄도미사일 기지는 16곳이다. CSIS는 한반도전문 웹사이트 비욘드 패럴랠에 관련 보고서를 게시했다.
비욘드 패럴랠은 빅터 차 CSIS 석좌교수 겸 조지타운대 교수가 주도하고 있다. 조지 W 부시 행정부 시절 북핵 협상을 지휘했다.
CSIS에 따르면 기지 13곳 중 서울에서 가장 가까운 삭간몰 기지는 서울로부터는 북서쪽으로 135km 떨어진 곳에 있다. 비무장지대(DMZ)에서는 북쪽으로 불과 85km 떨어진 지점이다. 삭간몰 기지의 위성사진이 공개된 것은 이번이 처음이다.
CSIS 비욘드 패럴랠은 1차 보고서 삭간몰에 이어, 2차 보고서에서는 신오리 미사일 기지를 분석했다.